# Lista de missões à Lua

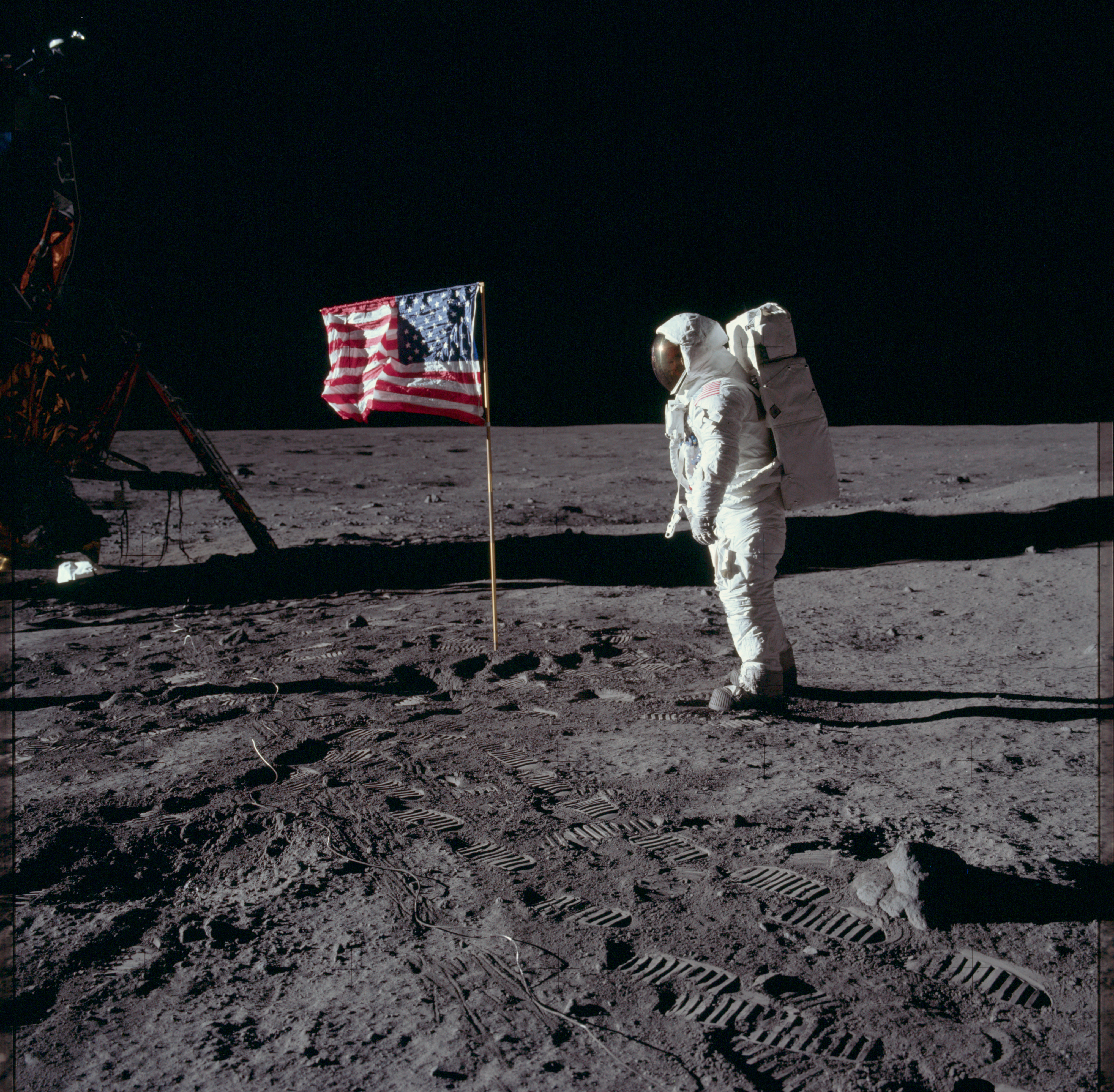
O astronauta Buzz Aldrin, piloto do Módulo Lunar da primeira missão de pouso lunar, posa para uma fotografia ao lado da bandeira dos Estados Unidos durante uma atividade extraveicular da Apollo 11 (EVA) na superfície lunar.

Como parte da exploração humana da Lua, várias missões espaciais lunares foram realizadas para estudar o satélite natural da Terra. Dos pousos na Lua, a Luna 2 da União Soviética foi a primeira espaçonave a alcançar sua superfície com sucesso, impactando intencionalmente na Lua em 13 de setembro de 1959. Em 1966, a Luna 9 se tornou a primeira espaçonave a alcançar um pouso suave controlado, enquanto a Luna 10 se tornou a primeira missão a entrar na órbita lunar.
Entre 1968 e 1972, missões tripuladas à Lua foram conduzidas pelos Estados Unidos como parte do programa Apollo. A Apollo 8 foi a primeira missão tripulada a entrar em órbita em dezembro de 1968 e foi seguida pela Apollo 10 em maio de 1969. Seis missões pousaram humanos na Lua, começando com a Apollo 11 em julho de 1969, durante a qual Neil Armstrong se tornou a primeira pessoa a andar na Lua. A Apollo 13 deveria pousar; no entanto, foi restrito a um sobrevoo devido a um mau funcionamento a bordo da espaçonave. Todas as nove missões tripuladas retornaram com segurança à Terra.
Enquanto os Estados Unidos se concentravam no programa Apollo tripulado, a União Soviética conduzia missões não tripuladas que implantavam rovers e devolviam amostras à Terra. Três missões de rover foram lançadas, das quais duas foram bem-sucedidas, e onze voos de retorno de amostra foram tentados com três sucessos.
As missões à Lua foram conduzidas pelas seguintes nações e entidades (em ordem cronológica): União Soviética, Estados Unidos, Japão, Agência Espacial Europeia, China, Índia, Luxemburgo e Israel. A Lua também foi visitada por cinco espaçonaves não dedicadas a estudá-la; quatro espaçonaves passaram por ela para obter ajuda da gravidade, e um radiotelescópio, o Explorer 49, foi colocado em órbita selenocêntrica para usar a Lua para bloquear a interferência de fontes de rádio terrestre.

## Missões por data
| Espaçonave                     | Data de lançamento | Foguete                  | Operador    | Tipo de missão                         | Resultado            |
| ------------------------------ | --- | ------------------------ | ----------- | -------------------------------------- | -------------------- |
| Pioneer 0 (Able I)             | 17 de agosto de 1958 | Thor DM-18 Able I        | Força Aérea | Orbitador                              | Lançamento falhou    |
| Pioneer 0 (Able I)             | Primeira tentativa de lançamento além da órbita da Terra; falhou em orbitar devido ao mau funcionamento da caixa de engrenagens da turbina, resultando na explosão do primeiro estágio. Alcançou 16 km de altura. |                          |             |                                        |                      |
| Luna E-1 No.1                  | 23 de setembro de 1958 | Luna                     | OKB-1       | Impactador                             | Lançamento falhou    |
| Luna E-1 No.1                  | Falha ao orbitar; foguete desintegrado devido à vibração excessiva. |                          |             |                                        |                      |
| Pioneer 1 (Able II)            | 11 de outubro de 1958 | Thor DM-18 Able I        | NASA        | Orbitador                              | Lançamento falhou    |
| Pioneer 1 (Able II)            | Falha ao orbitar; corte prematuro do segundo estágio devido a falha do acelerômetro. Mais tarde conhecido como Pioneer 1. Reached apogee of 113 800 quilômetros (71 000 mi). |                          |             |                                        |                      |
| Luna E-1 No.2                  | 11 de outubro de 1958 | Luna                     | OKB-1       | Impactador                             | Lançamento falhou    |
| Luna E-1 No.2                  | Falha ao orbitar; o foguete explodiu devido à vibração excessiva. |                          |             |                                        |                      |
| Pioneer 2 (Able III)           | 8 de novembro de 1958 | Thor DM-18 Able I        | NASA        | Orbitador                              | Lançamento falhou    |
| Pioneer 2 (Able III)           | Falha ao orbitar; corte prematuro do segundo estágio devido ao comando errôneo dos controladores de solo; terceiro estágio falhou ao acender devido a uma conexão elétrica interrompida. Alcançou o apogeu a 1550 km. |                          |             |                                        |                      |
| Luna E-1 No.3                  | 4 de dezembro de 1958 | Luna                     | OKB-1       | Impactador                             | Lançamento falhou    |
| Luna E-1 No.3                  | Falha ao orbitar; falha de vedação no sistema de resfriamento da bomba de peróxido de hidrogênio resultou em desempenho inferior do estágio central. |                          |             |                                        |                      |
| Pioneer 3                      | 6 de dezembro de 1958 | Juno II                  | NASA        | Sobrevoo                               | Lançamento falhou    |
| Pioneer 3                      | Falha ao orbitar; corte prematuro do primeiro estágio. Alcançou o apogeu em 102 360 km. |                          |             |                                        |                      |
| Luna 1 (E-1 No.4)              | 2 de janeiro de 1959 | Luna                     | OKB-1       | Impactador                             | Lançamento falhou    |
| Luna 1 (E-1 No.4)              | Problema de orientação do veículo de lançamento resultou em falha no impacto da Lua, passou voando em uma órbita heliocêntrica. Alcançou 5995 km em 4 de janeiro. |                          |             |                                        |                      |
| Pioneer 4                      | 3 de março de 1959 | Juno II                  | NASA        | Sobrevoo                               | Falha parcial        |
| Pioneer 4                      | O desempenho excessivo do segundo estágio resultou em sobrevoo em altitude maior do que o esperado, fora do alcance do instrumento, com 58.983 km de distância. Aproximação mais próxima às 22:25 UTC em 4 de março. Primeira espaçonave dos Estados Unidos a deixar a órbita da Terra. |                          |             |                                        |                      |
| E-1A No.1                      | 18 de junho de 1959 | Luna                     | OKB-1       | Impactador                             | Lançamento falhou    |
| E-1A No.1                      | Falha ao orbitar; mau funcionamento do sistema de orientação. |                          |             |                                        |                      |
| Luna 2 (E-1A No.2)             | 12 de setembro de 1959 | Luna                     | OKB-1       | Impactador                             | Bem-sucedido         |
| Luna 2 (E-1A No.2)             | Impacto bem-sucedido às 21h02 de 14 de setembro de 1959. Primeira espaçonave a alcançar a superfície lunar. |                          |             |                                        |                      |
| Luna 3 (E-2A No.1)             | 4 de outubro de 1959 | Luna                     | OKB-1       | Sobrevoo                               | Bem-sucedido         |
| Luna 3 (E-2A No.1)             | Retornou as primeiras imagens do lado oculto da Lua. |                          |             |                                        |                      |
| Pioneer P-3 Able IVB           | 26 de novembro de 1959 | Atlas-D Able             | NASA        | Orbitador                              | Lançamento falhou    |
| Pioneer P-3 Able IVB           | Falha ao orbitar; carenagem de carga útil desintegrada devido a falha de projeto. |                          |             |                                        |                      |
| Luna E-3 No.1                  | 15 de abril de 1960 | Luna                     | OKB-1       | Sobrevoo                               | Lançamento falhou    |
| Luna E-3 No.1                  | Falha ao orbitar; corte prematuro do terceiro estágio. |                          |             |                                        |                      |
| Luna E-3 No.2                  | 16 de abril de 1960 | Luna                     | OKB-1       | Sobrevoo                               | Lançamento falhou    |
| Luna E-3 No.2                  | Falha ao orbitar; foguete se desintegrou dez segundos após o lançamento. |                          |             |                                        |                      |
| Pioneer P-30 (Able VA)         | 25 de setembro de 1960 | Atlas-D Able             | NASA        | Orbitador                              | Lançamento falhou    |
| Pioneer P-30 (Able VA)         | Falha ao orbitar; mau funcionamento do sistema oxidante de segundo estágio, resultando em corte prematuro. |                          |             |                                        |                      |
| Pioneer P-31 (Able VB)         | 15 de dezembro de 1960 | Atlas-D Able             | NASA        | Orbitador                              | Lançamento falhou    |
| Pioneer P-31 (Able VB)         | Falha ao orbitar, explodiu 68 segundos após o lançamento, a uma altitude de 12,2 km. O segundo estágio acendeu enquanto o primeiro ainda estava conectado e em chamas. |                          |             |                                        |                      |
| Ranger 3 (P-34)                | 26 de janeiro de 1962 | Atlas LV-3 Agena-B       | NASA        | Impactador                             | Falha da espaçonave  |
| Ranger 3 (P-34)                | Falha parcial de lançamento devido a problema de orientação; tentativa de corrigir usando o motor da espaçonave resultou na perda da Lua por 36.793 km. |                          |             |                                        |                      |
| Ranger 4 (P-35)                | 23 de abril de 1962 | Atlas LV-3 Agena-B       | NASA        | Impactador                             | Falha da espaçonave  |
| Ranger 4 (P-35)                | Falha ao implantar painéis solares, ficou sem energia dez horas após o lançamento; impacto incidental no outro lado da Lua em 26 de abril. |                          |             |                                        |                      |
| Ranger 5 (P-36)                | 18 de outubro de 1962 | Atlas LV-3 Agena-B       | NASA        | Impactador                             | Falha da espaçonave  |
| Ranger 5 (P-36)                | Os painéis solares desligaram erroneamente do sistema de energia, falharam 8+3⁄4 horas após o lançamento, quando as baterias se esgotaram. Perdeu a Lua porque a correção do curso não foi concluída. |                          |             |                                        |                      |
| Luna E-6 No.2                  | 4 de janeiro de 1963 | Molniya-L                | OKB-1       | Aterrissador                           | Lançamento falhou    |
| Luna E-6 No.2                  | Falha ao sair da órbita baixa da Terra; falha de energia do sistema de orientação impediu a ignição do estágio superior. |                          |             |                                        |                      |
| Luna E-6 No.3                  | 3 de fevereiro de 1963 | Molniya-L                | OKB-1       | Aterrisador                            | Lançamento falhou    |
| Luna E-6 No.3                  | Falha ao orbitar; falha de orientação. |                          |             |                                        |                      |
| Luna 4 (E-6 No.4)              | 2 de maio de 1963 | Molniya-L                | OKB-1       | Aterrisador                            | Falha da espaçonave  |
| Luna 4 (E-6 No.4)              | Falha ao realizar a correção no meio do curso, permaneceu em órbita terrestre alta até receber a velocidade de escape de perturbação orbital. |                          |             |                                        |                      |
| Ranger 6 (P-54)                | 30 de janeiro de 1964 | Atlas LV-3 Agena-B       | NASA        | Impactador                             | Falha da espaçonave  |
| Ranger 6 (P-54)                | Impactado em 2 de fevereiro de 1964, não conseguiu retornar imagens devido a falha no sistema de energia. |                          |             |                                        |                      |
| Luna E-6 No.6                  | 21 de março de 1964 | Molniya-M                | OKB-1       | Aterrisador                            | Lançamento falhou    |
| Luna E-6 No.6                  | Falha ao orbitar; terceiro estágio com desempenho inferior devido a falha da válvula do oxidante. |                          |             |                                        |                      |
| Luna E-6 No.5                  | 20 de abril de 1964 | Molniya-M                | OKB-1       | Aterrisador                            | Lançamento falhou    |
| Luna E-6 No.5                  | Falha ao orbitar; falha de energia causada por conexão interrompida resultou no corte prematuro do terceiro estágio. |                          |             |                                        |                      |
| Ranger 7                       | 28 de julho de 1964 | Atlas LV-3 Agena-B       | NASA        | Impactador                             | Bem-sucedido         |
| Ranger 7                       | Impactado em 30 de julho de 1964 às 13:25:48 UTC. |                          |             |                                        |                      |
| Ranger 8                       | 17 de fevereiro de 1965 | Atlas LV-3 Agena-B       | NASA        | Impactador                             | Bem-sucedido         |
| Ranger 8                       | Impactado em 20 de fevereiro de 1965 às 09:57:37 UTC. |                          |             |                                        |                      |
| Kosmos 60 (E-6 No.9)           | 12 de março de 1965 | Molniya-L                | Lavochkin   | Aterrisador                            | Lançamento falhou    |
| Kosmos 60 (E-6 No.9)           | O estágio superior falhou ao reiniciar devido a um curto-circuito do sistema de orientação, Falhou para sair da órbita baixa da Terra. |                          |             |                                        |                      |
| Ranger 9                       | 21 de março de 1965 | Atlas LV-3 Agena-B       | NASA        | Impactador                             | Bem-sucedido         |
| Ranger 9                       | Impactado em 24 de março de 1965 às 14h08h20 UTC. |                          |             |                                        |                      |
| Luna E-6 No.8                  | 10 de abril de 1965 | Molniya-L                | Lavochkin   | Aterrisador                            | Lançamento falhou    |
| Luna E-6 No.8                  | O terceiro estágio falhou em acender devido à perda de pressão do oxidante, falhou em orbitar. |                          |             |                                        |                      |
| Luna 5 (E-6 No.10)             | 9 de maio de 1965 | Molniya-M                | Lavochkin   | Aterrisador                            | Falha da espaçonave  |
| Luna 5 (E-6 No.10)             | Perda de controle após mau funcionamento do giroscópio, falhou em desacelerar para pousar e impactou a Lua às 19:10 UTC em 12 de maio de 1965. |                          |             |                                        |                      |
| Luna 6 (E-6 No.7)              | 8 de junho de 1965 | Molniya-M                | Lavochkin   | Aterrisador                            | Falha da espaçonave  |
| Luna 6 (E-6 No.7)              | O motor falhou ao desligar após realizar a manobra de correção no meio do curso, voou além da Lua em uma órbita heliocêntrica. |                          |             |                                        |                      |
| Zond 3 (3MV-4 No.3)            | 18 de julho de 1965 | Molniya                  | Lavochkin   | Sobrevoo                               | Bem-sucedido         |
| Zond 3 (3MV-4 No.3)            | Voou além da Lua em 20 de julho de 1965 a uma distância de 9.200 km. Conduziu demonstração de tecnologia para futuras missões planetárias. |                          |             |                                        |                      |
| Luna 7 (E-6 No.11)             | 4 de outubro de 1965 | Molniya                  | Lavochkin   | Lander                                 | Falha da espaçonave  |
| Luna 7 (E-6 No.11)             | Falha no controle de atitude pouco antes do pouso impediu a descida controlada; impactou a superfície lunar às 22:08:24 UTC em 7 de outubro de 1965. |                          |             |                                        |                      |
| Luna 8 (E-6 No.12)             | 3 de dezembro de 1965 | Molniya                  | Lavochkin   | Aterrisador                            | Falha da espaçonave  |
| Luna 8 (E-6 No.12)             | O airbag de pouso foi perfurado, resultando em perda de controle de atitude pouco antes do toque planejado, impactou a Lua em 6 de dezembro de 1965 às 21:51:30 UTC. |                          |             |                                        |                      |
| Luna 9 (E-6 No.13)             | 31 de janeiro de 1966 | Molniya-M                | Lavochkin   | Aterrisador                            | Bem-sucedido         |
| Luna 9 (E-6 No.13)             | Primeira espaçonave a pousar com sucesso na Lua. Aterrissagem em 3 de fevereiro de 1966 às 18:45:30 UTC. Retornou em 6 de fevereiro às 22:55 UTC. |                          |             |                                        |                      |
| Kosmos 111 (E-6S No.204)       | 1 de março de 1966 | Molniya-M                | Lavochkin   | Orbitado                               | Lançamento falhou    |
| Kosmos 111 (E-6S No.204)       | O estágio superior perdeu o controle de atitude e não entrou em ignição; a espaçonave nunca saiu da órbita baixa da Terra. |                          |             |                                        |                      |
| Luna 10 (E-6S No.206)          | 31 de março de 1966 | Molniya-M                | Lavochkin   | Orbitador                              | Bem-sucedido         |
| Luna 10 (E-6S No.206)          | Entrou em órbita às 18:44 UTC em 3 de abril de 1966, tornando-se a primeira espaçonave a orbitar a Lua. Continuou a retornar dados até 30 de maio. |                          |             |                                        |                      |
| Surveyor 1                     | 30 de maio de 1966 | Atlas LV-3C Centaur-D    | NASA        | Aterrisador                            | Bem-sucedido         |
| Surveyor 1                     | Aterrisou no Oceanus Procellarum em 2 de junho de 1966 às 06:17:36 UTC. Retornou dados até a perda de energia em 13 de julho. |                          |             |                                        |                      |
| Explorer 33 (AIMP-D)           | 1 de julho de 1966 | Delta E1                 | NASA        | Orbitador                              | Lançamento falhou    |
| Explorer 33 (AIMP-D)           | Sonda magnetosférica; o foguete proporcionou maior velocidade do que a planejada, deixando a espaçonave incapaz de entrar em órbita. Reaproveitada para missão em órbita terrestre que foi concluída com sucesso. |                          |             |                                        |                      |
| Lunar Orbiter 1                | 10 de agosto de 1966 | Atlas SLV-3 Agena-D      | NASA        | Orbitador                              | Falha parcial        |
| Lunar Orbiter 1                | Inserção orbital por volta das 15:36 UTC de 14 de agosto. Desorbitado cedo devido à falta de combustível e para evitar interferência nas comunicações com a próxima missão, impactou a Lua às 13:30 UTC em 29 de outubro de 1966. |                          |             |                                        |                      |
| Luna 11 (E-6LF No.101)         | 21 de agosto de 1966 | Molniya-M                | Lavochkin   | Orbitador                              | Falha parcial        |
| Luna 11 (E-6LF No.101)         | Entrou em órbita em 28 de agosto de 1966. Falha ao retornar imagens; outros instrumentos operaram corretamente. Realizou observações de raios gama e raios-X para estudar a composição da Lua, investigou o campo gravitacional lunar, a presença de meteoritos no ambiente lunar e o ambiente de radiação na lua. Cessou as operações em 1 de outubro de 1966, após o esgotamento da energia.                                              |                          |             |                                        |                      |
| Surveyor 2                     | 20 de setembro de 1966 | Atlas LV-3C Centaur-D    | NASA        | Aterrisados                            | Falha da espaçonave  |
| Surveyor 2                     | Um propulsor não entrou em ignição durante a manobra de correção de meio curso, resultando na perda de controle. Impactou a Lua às 03:18 UTC em 23 de setembro de 1966. |                          |             |                                        |                      |
| Luna 12 (E-6LF No.102)         | 22 de outubro de 1966 | Molniya-M                | Lavochkin   | Orbitador                              | Bem-sucedido         |
| Luna 12 (E-6LF No.102)         | Entrou na órbita em 25 de outubro de 1966 e retornou dados até 19 de janeiro de 1967. Concluída a missão fotográfica destinada ao Luna 11. |                          |             |                                        |                      |
| Lunar Orbiter 2                | 6 de novembro de 1966 | Atlas SLV-3 Agena-D      | NASA        | Orbitador                              | Bem-sucedido         |
| Lunar Orbiter 2                | Entrou em órbita por volta das 19:51 UTC em 10 de novembro de 1966 para iniciar a missão de mapeamento fotográfico. Impactado no outro lado da superfície lunar em 11 de outubro de 1967 no final da missão. |                          |             |                                        |                      |
| Luna 13 (E-6M No.205)          | 21 de dezembro de 1966 | Molniya-M                | Lavochkin   | Aterrisador                            | Bem-sucedido         |
| Luna 13 (E-6M No.205)          | Aterrou com sucesso no Oceanus Procellarum às 18:01 UTC de 24 de dezembro de 1966. Retornou imagens da superfície e estudou o solo lunar. Operado até o esgotamento da energia às 06:31 UTC de 28 de dezembro. |                          |             |                                        |                      |
| Lunar Orbiter 3                | 5 de fevereiro de 1967 | Atlas SLV-3 Agena-D      | NASA        | Orbitador                              | Bem-sucedido         |
| Lunar Orbiter 3                | Entrou em órbita às 21:54 UTC em 8 de fevereiro de 1967. Desorbitado no final da missão e impactou a Lua em 9 de outubro de 1967. |                          |             |                                        |                      |
| Surveyor 3                     | 17 de abril de 1967 | Atlas LV-3C Centaur-D    | NASA        | Aterrisador                            | Bem-sucedido         |
| Surveyor 3                     | Aterrisou às 00h04 UTC de 20 de abril de 1967 e operou até 3 de maio. Foi visitada pelos astronautas da Apollo 12 em 1969, com algumas peças removidas para retornar à Terra. |                          |             |                                        |                      |
| Lunar Orbiter 4                | 4 de maio de 1967 | Atlas SLV-3 Agena-D      | NASA        | Orbitador                              | Bem-sucedido         |
| Lunar Orbiter 4                | Entrou em órbita às 21:54 UTC de 8 de maio de 1967, operando até 17 de julho. Decaiu da órbita, com impacto lunar ocorrendo em 6 de outubro de 1967. |                          |             |                                        |                      |
| Surveyor 4                     | 14 de julho de 1967 | Atlas LV-3C Centaur-D    | NASA        | Aterrisador                            | Falha da espaçonave  |
| Surveyor 4                     | O contato com a espaçonave foi perdido às 02h03 UTC do dia 17 de julho, dois minutos e meio antes do pouso programado. A NASA determinou que a espaçonave pode ter explodido, caso contrário, impactou a lua. |                          |             |                                        |                      |
| Explorer 35 (AIMP-E)           | 19 de julho de 1967 | Delta E1                 | NASA        | Orbiter                                | Bem-sucedido         |
| Explorer 35 (AIMP-E)           | Sonda magnetosférica, estudando a Lua e o espaço interplanetário. Desativado em 27 de junho de 1973. |                          |             |                                        |                      |
| Lunar Orbiter 5                | 1 de agosto de 1967 | Atlas SLV-3 Agena-D      | NASA        | Orbitador                              | Bem-sucedido         |
| Lunar Orbiter 5                | A missão final na série Lunar Orbiter entrou na órbita selenocêntrica em 5 de agosto às 16:48 UTC e conduziu uma pesquisa fotográfica até 18 de agosto. Desorbitou e impactou a Lua em 31 de janeiro de 1968. |                          |             |                                        |                      |
| Surveyor 5                     | 8 de setembro de 1967 | Atlas SLV-3C Centaur-D   | NASA        | Aterrisador                            | Bem-sucedido         |
| Surveyor 5                     | Aterrisou em Mare Tranquillitatis às 00:46:44 UTC de 11 de setembro. Últimos sinais recebidos às 04:30 UTC de 17 de dezembro de 1967. |                          |             |                                        |                      |
| Soyuz 7K-L1 No.4L              | 27 de setembro de 1967 | Proton-K/D               | Lavochkin   | Sobrevoo                               | Lançamento falhou    |
| Soyuz 7K-L1 No.4L              | Demonstração de tecnologia para missões planejadas com tripulação. A falha em alcançar a órbita após uma linha de propelente bloqueada fez com que um dos motores do primeiro estágio não entrasse em ignição. |                          |             |                                        |                      |
| Surveyor 6                     | 7 de novembro de 1967 | Atlas SLV-3C Centaur-D   | NASA        | Aterrisador                            | Bem-sucedido         |
| Surveyor 6                     | Aterrou em Sinus Medii às 01:01:04 UTC de 10 de novembro. Fez um breve voo da superfície lunar às 10:32 UTC em 17 de novembro, seguido por um segundo pouso após viajar 2,4 m. Último contato às 19:14 UTC de 14 de dezembro. |                          |             |                                        |                      |
| Soyuz 7K-L1 No.5L              | 22 de novembro de 1967 | Proton-K/D               | Lavochkin   | Sobrevoo                               | Lançamento falhou    |
| Soyuz 7K-L1 No.5L              | Demonstração de tecnologia para missões planejadas com tripulação; incapaz de alcançar a órbita depois que o motor de segundo estágio falhou em entrar em ignição. |                          |             |                                        |                      |
| Surveyor 7                     | 7 de janeiro de 1968 | Atlas SLV-3C Centaur-D   | NASA        | Aterrisador                            | Bem-sucedido         |
| Surveyor 7                     | Última missão Surveyor. Aterrsiou a 29 km da cratera Tycho às 01:05:36 UTC de 10 de janeiro. Operou até 21 de fevereiro de 1968. |                          |             |                                        |                      |
| Luna E-6LS No.112              | 7 de fevereiro de 1968 | Molniya-M                | Lavochkin   | Orbitador                              | Lançamento falhou    |
| Luna E-6LS No.112              | Falha ao orbitar após o terceiro estágio ficar sem combustível. |                          |             |                                        |                      |
| Luna 14 (E-6LS No.113)         | 7 de abril de 1968 | Molniya-M                | Lavochkin   | Orbitador                              | Bem-sucedido         |
| Luna 14 (E-6LS No.113)         | Testou comunicações para missões tripuladas propostas e estudou a concentração de massa da lua. Entrou em órbita em 10 de abril às 19:25 UTC. |                          |             |                                        |                      |
| Soyuz 7K-L1 No.7L              | 22 de abril de 1968 | Proton-K/D               | Lavochkin   | Sobrevoo                               | Lançamento falhou    |
| Soyuz 7K-L1 No.7L              | Demonstração de tecnologia para missões planejadas com tripulação. Falha ao orbitar após o motor de segundo estágio ter sido acionado incorretamente para desligar. A nave espacial foi recuperada usando seu protótipo sistema de escape no lançamento. |                          |             |                                        |                      |
| Zond 5 (7K-L1 No.9L)           | 14 de setembro de 1968 | Proton-K/D               | Lavochkin   | Sobrevoo                               | Bem-sucedido         |
| Zond 5 (7K-L1 No.9L)           | Levou duas tartarugas e outras formas de vida a bordo de uma demonstração de tecnologia para missões planejadas com tripulação. Fez uma abordagem mais próxima de 1950 km em 18 de setembro, e circulou a Lua antes de retornar à Terra. Aterrou no Oceano Índico em 21 de setembro às 16:08 UTC, tornando-se a primeira espaçonave lunar a ser recuperada com sucesso e carregou a primeira vida da Terra a viajar para e ao redor da Lua. |                          |             |                                        |                      |
| Zond 6 (7K-L1 No.12L)          | 10 de novembro de 1968 | Proton-K/D               | Lavochkin   | Flyby                                  | Falha da espaçonave  |
| Zond 6 (7K-L1 No.12L)          | Demonstração de tecnologia para missões planejadas com tripulação. Sobrevoo ocorreu em 14 de novembro, com uma abordagem mais próxima de 2420 km. Reentrou na atmosfera terrestre em 17 de novembro; no entanto, a recuperação não foi bem-sucedida depois que os paraquedas foram lançados prematuramente. |                          |             |                                        |                      |
| Apollo 8                       | 21 de dezembro de 1968 | Saturn V                 | NASA        | Orbitador tripulado                    | Bem-sucedido         |
| Apollo 8                       | Primeira missão tripulada à Lua; entrou em órbita ao redor da Lua com queima de quatro minutos começando às 09:59:52 UTC em 24 de dezembro. Completou dez órbitas da Lua antes de retornar à Terra com um motor queimando às 06:10:16 UTC em 25 de dezembro. Aterrisou no Oceano Pacífico às 15:51 UTC de 27 de dezembro. |                          |             |                                        |                      |
| Soyuz 7K-L1 No.13L             | 20 de janeiro de 1969 | Proton-K/D               | Lavochkin   | Sobrevoo                               | Lançamento falhou    |
| Soyuz 7K-L1 No.13L             | Demonstração de tecnologia para missões planejadas com tripulação. Falha ao orbitar após um dos quatro motores do segundo estágio desligar prematuramente. O motor do terceiro estágio também desligou prematuramente. A espaçonave foi recuperada usando seu sistema de escape de lançamento. |                          |             |                                        |                      |
| Luna E-8 No.201                | 19 de fevereiro de 1969 | Proton-K/D               | Lavochkin   | Aterrisador/rover                      | Lançamento falhou    |
| Luna E-8 No.201                | Primeiro lançamento do rover Lunokhod. O veículo lançador se desintegrou 51 segundos após o lançamento e explodiu. |                          |             |                                        |                      |
| Soyuz 7K-L1S No.3              | 21 de fevereiro de 1969 | N1                       | OKB-1       | Orbitador                              | Lançamento falhou    |
| Soyuz 7K-L1S No.3              | Primeiro lançamento do foguete N1; pretendia orbitar a Lua e retornar à Terra. O primeiro estágio foi encerrado prematuramente 70 segundos após o lançamento; veículo de lançamento caiu 50 km do local de lançamento. A nave espacial pousou alguns 35 km da plataforma de lançamento depois de usar com sucesso seu sistema de escape de lançamento.                                                                                      |                          |             |                                        |                      |
| Apollo 10                      | 18 de maio de 1969 | Saturn V                 | NASA        | Orbitador                              | Bem-sucedido         |
| Apollo 10                      | Ensaio geral para a Apollo 11. Lunar Module com dois astronautas a bordo, descendo a uma distância de 14.326 km acima da superfície lunar. |                          |             |                                        |                      |
| Luna E-8-5 No.402              | 14 de junho de 1969 | Proton-K/D               | Lavochkin   | Retorno de amostra                     | Lançamento falhou    |
| Luna E-8-5 No.402              | Destina-se a pousar na Lua e retornar uma amostra de solo lunar. Não atingiu a órbita da Terra após o quarto estágio não acender. |                          |             |                                        |                      |
| Soyuz 7K-L1S No.5              | 3 de julho de 1969 | N1                       | OKB-1       | Orbitador                              | Lançamento falhou    |
| Soyuz 7K-L1S No.5              | Destinava-se a orbitar a Lua e retornar à Terra. Todos os motores do primeiro estágio desligam 10 segundos após o lançamento; veículo de lançamento bateu e explodiu na plataforma de lançamento. A nave espacial pousou com segurança 2 km do local de lançamento após usar a sequência de escape de lançamento. |                          |             |                                        |                      |
| Luna 15 (E-8-5 No.401)         | 13 de julho de 1969 | Proton-K/D               | Lavochkin   | Retorno de amostra                     | Falha da espaçonave  |
| Luna 15 (E-8-5 No.401)         | Atingiu a órbita lunar às 10:00 UTC de 17 de julho. A queima do foguete retro descendente começou às 15:47 UTC em 21 de julho. Contato perdido três minutos após a queima da desorbita; provavelmente caiu na lua. |                          |             |                                        |                      |
| Apollo 11                      | 16 de julho de 1969 | Saturn V                 | NASA        | Orbitador e aterrisador tripulados     | Bem-sucedido         |
| Apollo 11                      | Primeira tripulação a aterrisar na Lua. O Lunar Module Eagle aterrisou às 20:17 UTC de 20 de julho de 1969. |                          |             |                                        |                      |
| Zond 7 (7K-L1 No.11L)          | 7 de agosto de 1969 | Proton-K/D               | Lavochkin   | Sobrevoo                               | Bem-sucedido         |
| Zond 7 (7K-L1 No.11L)          | Demonstração de tecnologia para missões planejadas com tripulação. Passagem aérea lunar em 10 de agosto, com uma abordagem mais próxima de 1200 km; voltou à Terra e pousou no Cazaquistão às 18:13 UTC de 14 de agosto. |                          |             |                                        |                      |
| Kosmos 300 (E-8-5 No.403)      | 23 de setembro de 1969 | Proton-K/D               | Lavochkin   | Retorno de amostra                     | Lançamento falhou    |
| Kosmos 300 (E-8-5 No.403)      | Terceira tentativa de retorno da amostra lunar. Depois de atingir a órbita terrestre baixa, o motor de quarto estágio falhou em disparar para injeção translunar devido ao vazamento do oxidante. A nave espacial reentrou na atmosfera da Terra cerca de 4 dias após o lançamento. |                          |             |                                        |                      |
| Kosmos 305 (E-8-5 No.404)      | 22 de outubro de 1969 | Proton-K/D               | Lavochkin   | Retorno de amostra                     | Lançamento falhou    |
| Kosmos 305 (E-8-5 No.404)      | Quarta tentativa de retorno da amostra lunar. Depois de atingir a órbita baixa da Terra, o motor de quarto estágio falhou ao disparar para a injeção translunar devido ao mau funcionamento do sistema de controle. A nave espacial reentrou na atmosfera da Terra dentro de uma órbita após o lançamento. |                          |             |                                        |                      |
| Apollo 12                      | 14 de novembro de 1969 | Saturn V                 | NASA        | Crewed orbiter/lander                  | Bem-sucedido         |
| Apollo 12                      | Segundo pouso lunar tripulado. |                          |             |                                        |                      |
| Luna E-8-5 No.405              | 6 de fevereiro de 1970 | Proton-K/D               | Lavochkin   | Retorno de amostra                     | Lançamento falhou    |
| Luna E-8-5 No.405              | Falhou em orbitar. |                          |             |                                        |                      |
| Apollo 13                      | 11 de abril de 1970 | Saturn V                 | NASA        | Orbitador/aterrisados triplado         | Falha na espaçonave  |
| Apollo 13                      | O pouso lunar foi abortado após a explosão do tanque de oxigênio módulo de serviço a caminho da Lua; voou além da Lua (trajetória de retorno livre) e retornou a tripulação em segurança para a Terra. |                          |             |                                        |                      |
| Luna 16 (E-8-5 No.406)         | 12 de setembro de 1970 | Proton-K/D               | Lavochkin   | Retorno de amostra                     | Bem-sucedido         |
| Luna 16 (E-8-5 No.406)         | |                          |             |                                        |                      |
| Zond 8 (7K-L1 No.14L)          | 20 de outubro de 1970 | Proton-K/D               | Lavochkin   | Sobrevoo                               | Bem-sucedido         |
| Zond 8 (7K-L1 No.14L)          | Demonstração de tecnologia para missões planejadas com tripulação; retornou à Terra com sucesso. |                          |             |                                        |                      |
| Luna 17 (E-8 No.203)           | 10 de novembro de 1970 | Proton-K/D               | Lavochkin   | Aterrisador/rover                      | Bem-sucedido         |
| Luna 17 (E-8 No.203)           | Implantou a Lunokhod 1. |                          |             |                                        |                      |
| Apollo 14                      | 31 de janeiro de 1971 | Saturn V                 | NASA        | Crewed orbiter/lander                  | Bem-sucedid          |
| Apollo 14                      | Terceiro pouso lunar tripulado. |                          |             |                                        |                      |
| Apollo 15                      | 26 de julho de 1971 | Saturn V                 | NASA        | Orbitador/aterrisador/rover tripulados | Bem-sucedido         |
| Apollo 15                      | Quarto pouso lunar com tripulação e o primeiro a usar o Lunar Roving Vehicle. |                          |             |                                        |                      |
| PFS-1                          | 26 de julho de 1971 | Saturn V                 | NASA        | Orbitador                              | Bem-sucedido         |
| PFS-1                          | Implementado a partir da Apollo 15. |                          |             |                                        |                      |
| Luna 18 (E-8-5 No.407)         | 2 de setembro de 1971 | Proton-K/D               | Lavochkin   | Retorno de amostra                     | Falha da espaçonave  |
| Luna 18 (E-8-5 No.407)         | Falha durante a descida à superfície lunar. |                          |             |                                        |                      |
| Luna 19 (E-8LS No.202)         | 28 de setembro de 1971 | Proton-K/D               | Lavochkin   | Orbiter                                | Bem-sucedido         |
| Luna 19 (E-8LS No.202)         | |                          |             |                                        |                      |
| Luna 20 (E-8-5 No.408)         | 14 de fevereiro de 1972 | Proton-K/D               | Lavochkin   | Retorno de amostra                     | Bem-sucedido         |
| Luna 20 (E-8-5 No.408)         | |                          |             |                                        |                      |
| Apollo 16                      | 16 de abril de 1972 | Saturn V                 | NASA        | Orbitador/aterrisador/rover            | Bem-sucedido         |
| Apollo 16                      | Quinto pouso lunar tripulado. |                          |             |                                        |                      |
| PFS-2                          | 16 de abril de 1972 | Saturn V                 | NASA        | Orbitador                              | Bem-sucedido         |
| PFS-2                          | Implementado a partir da Apollo 16. |                          |             |                                        |                      |
| Soyuz 7K-LOK No.1              | 3 de julho de 1972 | N1                       | OKB-1       | Orbitador                              | Lançamento falhou    |
| Soyuz 7K-LOK No.1              | Falha ao orbitar; pretendia orbitar a Lua e retornar à Terra. |                          |             |                                        |                      |
| Apollo 17                      | 7 de dezembro de 1972 | Saturn V                 | NASA        | Orubitador/aterrisador/rover           | Bem-sucedido         |
| Apollo 17                      | Sexto e último pouso lunar com tripulação e último uso do Lunar Roving Vehicle; o módulo de comando orbital incluído quatro ratos. |                          |             |                                        |                      |
| Luna 21 (E-8 No.204)           | 8 de janeiro de 1973 | Proton-K/D               | Lavochkin   | Aterrisador/rover                      | Bem-sucedido         |
| Luna 21 (E-8 No.204)           | Implantou a Lunokhod 2. |                          |             |                                        |                      |
| Explorer 49 (RAE-B)            | 10 de junho de 1973 | Delta 1913               | NASA        | Orbitador                              | Bem-sucedido         |
| Explorer 49 (RAE-B)            | Nave espacial de radioastronomia, operada em órbita selenocêntrica para evitar a interferência de fontes de rádio terrestre. |                          |             |                                        |                      |
| Mariner 10 (RAE-B)             | 3 de novembro de 1973 | Delta 1913               | NASA        | Sobrevoo                               | Bem-sucedido         |
| Mariner 10 (RAE-B)             | Nave espacial interplanetária, mapeou o pólo norte lunar para testar câmeras. |                          |             |                                        |                      |
| Luna 22 (E-8LS No.206)         | 29 de maio de 1974 | Proton-K/D               | Lavochkin   | Orbitador                              | Bem-sucedido         |
| Luna 22 (E-8LS No.206)         | |                          |             |                                        |                      |
| Luna 23 (E-8-5M No.410)        | 28 de outubro de 1974 | Proton-K/D               | Lavochkin   | Retorno de amostra                     | Sucesso parcial      |
| Luna 23 (E-8-5M No.410)        | Tombou ao pousar, impedindo qualquer tentativa de devolução da amostra. Funcionou por três dias na superfície. |                          |             |                                        |                      |
| Luna E-8-5M No.412             | 16 de outubro de 1975 | Proton-K/D               | Lavochkin   | Retorno de amostra                     | Lançamento falhou    |
| Luna E-8-5M No.412             | Falhou em orbitar |                          |             |                                        |                      |
| Luna 24 (E-8-5M No.413)        | 9 de agosto de 1976 | Proton-K/D               | Lavochkin   | Retorno de amostra                     | Bem-sucedido         |
| Luna 24 (E-8-5M No.413)        | Missão final do Programa Luna. Entrou em órbita em 11 de agosto de 1976 e pousou em Mare Crisium às 16:36 UTC em 18 de agosto. A cápsula de amostra foi lançada às 05:25 UTC em 19 de agosto e se recuperou 96+1⁄2 horas depois. Retornou com 170,1 kg de regolitos. |                          |             |                                        |                      |
| ISEE-3 (ICE/Explorer 59)       | 12 de agosto de 1978 | Delta 2914               | NASA        | Gravity assist                         | Bem-sucedido         |
| ISEE-3 (ICE/Explorer 59)       | Cinco sobrevoos em 1982 e 1983 a caminho do cometa 21P/Giacobini–Zinner. |                          |             |                                        |                      |
| Hiten (MUSES-A)                | 24 de janeiro de 1990 | Mu-3S-II                 | ISAS        | Sobrevoo/Orbitador                     | Bem-sucedido         |
| Hiten (MUSES-A)                | Projetado para sobrevio, colocado em órbita selenocêntrica durante a missão estendida após a falha de Hagoromo. Desorbitado e impactado no Quadrângulo USGS LQ27 em 10 de abril de 1993. |                          |             |                                        |                      |
| Hagoromo                       | 24 de janeiro de 1990 | Mu-3S-II                 | ISAS        | Orbitadir                              | Falha da espaçonave  |
| Hagoromo                       | Implantou a Hiten. Falha de comunicação; entrou em órbita selenocêntrica, mas não retornou dados. |                          |             |                                        |                      |
| Geotail                        | 24 de julho de 1992 | Delta II 6925            | ISAS/NASA   | Assistência de gravidade               | Bem-sucedido         |
| Geotail                        | Série de sobrevôos para regular a alta órbita terrestre. |                          |             |                                        |                      |
| WIND                           | 1 de novembro de 1994 | Delta II 7925-10         | NASA        | Assistência de gravidade               | Bem-sucedido         |
| WIND                           | Fez dois sobrevôos em 1 ° de dezembro de 1994 e 27 de dezembro de 1994 para alcançar a Terra-Sol L1 ponto lagrangiano. |                          |             |                                        |                      |
| Clementine (DSPSE)             | 25 de janeiro de 1994 | Titan II (23)G Star-37FM | USAF/NASA   | Orbitador                              | Bem-sucedido         |
| Clementine (DSPSE)             | Objetivos lunares concluídos com sucesso; falhou após a saída de órbita selenocêntrica. |                          |             |                                        |                      |
| HGS-1                          | 24 de dezembro de 1997 | Proton-K/DM3             | Hughes      | Assistência de gravidade               | —                    |
| HGS-1                          | Satélite de comunicações; fez dois voos em maio e junho de 1998 a caminho de órbita geossíncrona após a entrega em uma órbita errada. |                          |             |                                        |                      |
| Lunar Prospector (Discovery 3) | 7 de janeiro de 1998 | Athena II                | NASA        | Orbitador                              | Bem-sucedido         |
| Lunar Prospector (Discovery 3) | |                          |             |                                        |                      |
| Nozomi (PLANET-B)              | 3 de julho de 1998 | M-V                      | ISAS        | Assistência de gravidade               | Falha da espaçonave  |
| Nozomi (PLANET-B)              | Dois sobrevoos na rota para Marte. |                          |             |                                        |                      |
| WMAP                           | 30 de junho de 2001 | Delta II 7425-10         | NASA        | Assistência de gravidade               | Bem-sucedido         |
| WMAP                           | Sobrevoo em 30 de julho de 2001 para alcançar o ponto lagrangiano Terra-Sol L2. |                          |             |                                        |                      |
| SMART-1                        | 27 de setembro de 2003 | Ariane 5G                | ESA         | Orbitador                              | Bem-sucedido         |
| SMART-1                        | Lua impactada em no Quadrilátero USGS LQ26 no final da missão em 3 de setembro de 2006. |                          |             |                                        |                      |
| STEREO                         | 25 de outubro de 2006 | Delta II 7925-10L        | NASA        | Assitência de gravidade                | Bem-sucedido         |
| STEREO                         | Ambas as espaçonaves componentes entraram órbita heliocêntrica em 15 de dezembro de 2006. |                          |             |                                        |                      |
| ARTEMIS                        | 17 de fevereiro de 2007 | Delta II 7925            | NASA        | Orbitador                              | Operacional          |
| ARTEMIS                        | Duas espaçonaves THEMIS movidas para a órbita selenocêntrica para missão estendida; entrou em órbita em julho de 2011. |                          |             |                                        |                      |
| SELENE (Kaguya)                | 14 de setembro de 2007 | H-IIA 2022               | JAXA        | Orbitador                              | Bem-sucedido         |
| SELENE (Kaguya)                | Implantou os satélites Okina e Ouna. Kaguya e Okina impactaram na Lua no final da missão. Ouna completou suas operaçõs em 29 de junho de 2009 mas permanece em órbita selenocêntrica. |                          |             |                                        |                      |
| Chang'e 1                      | 24 de outubro de 2007 | Longa Marcha 3A          | AENC        | Orbitador                              | Bem-sucedido         |
| Chang'e 1                      | Impactou no quadilátero USGS LQ21 em 1 de março de 2009 no final da missão. |                          |             |                                        |                      |
| Chandrayaan-1                  | 22 de outubro de 2008 | PSLV-XL                  | ISRO        | Orbiter                                | 4Successful          |
| Chandrayaan-1                  | Missão bem-sucedida. Terminado em 2009, permanece em órbita selenocêntrica; descoberiu gelo de água na Lua. Moon Impact Probe impactou com sucesso na Lua no quadrângulo USGS LQ30 em 14 de novembro de 2008. |                          |             |                                        |                      |
| Lunar Reconnaissance Orbiter   | 18 de junho de 2009 | Atlas V 401              | NASA        | Orbiter                                | Operacional          |
| Lunar Reconnaissance Orbiter   | |                          |             |                                        |                      |
| LCROSS                         | 18 de junho de 2009 | Atlas V 401              | NASA        | Impactor                               | Bem-sucedido         |
| LCROSS                         | Impacto observado do estágio superior Centaure do LRO que, em seguida, impactou a si mesmo. Os impactos foram no quadrilátero USGS LQ30. |                          |             |                                        |                      |
| Chang'e 2                      | 1 de outubro de 2010 | Longa Marcha 3C          | AENC        | Orbitador                              | Bem-sucedido         |
| Chang'e 2                      | Após a conclusão da missão lunar de seis meses, partiu da órbita selenocêntrica para o ponto lagrangiano Terra-Sol L2; posteriormente voou por asteróide 4179 Toutatis. |                          |             |                                        |                      |
| Ebb (GRAIL-A)                  | 10 de setembro de 2011 | Delta II 7920H           | NASA        | Orbitadorr                             | Bem-sucedido         |
| Ebb (GRAIL-A)                  | Parte do Gravity Recovery and Interior Laboratory, impactou a Lua no quandrângulo USGS LQ01 em 17 de dezembro de 2012 no final da missão. |                          |             |                                        |                      |
| Flow (GRAIL-B)                 | 10 de setembro de 2011 | Delta II 7920H           | NASA        | Orbiter                                | Bem-sucedido         |
| Flow (GRAIL-B)                 | Parte do Gravity Recovery and Interior Laboratory, impactou a Lua no quadrângulo USGS LQ01 em 17 de dezembro de 2012 no final da missão. |                          |             |                                        |                      |
| LADEE                          | 7 de setembro de 2013 | Minotaur V               | NASA        | Orbitador                              | Bem-sucedido         |
| LADEE                          | A missão terminou em 18 de abril de 2014, quando os controladores da nave espacial intencionalmente colidiram com o LADEE no outro lado da Lua. |                          |             |                                        |                      |
| Chang'e 3                      | 1 de dezembro de 2013 | Longa Marcha 3B          | AENC        | Aterrisador                            | Operacional          |
| Chang'e 3                      | Entrou em órbita em 6 de dezembro de 2013 com pouso às 13:12 UTC de 14 de dezembro. |                          |             |                                        |                      |
| Chang'e 3                      | 1 de dezembro de 2013 | Longa Marcha 3B          | AENC        | Rover                                  | Bem-sucedida         |
| Chang'e 3                      | Implantou o módulo de pouso Chang'e 3, que pousou na lua. |                          |             |                                        |                      |
| Chang'e 5-T1                   | 23 de outubro de 2014 | Longa Marcha 3C          | AENC        | Sobrevoo                               | Bem-sucedido         |
| Chang'e 5-T1                   | Demonstração da cápsula de reentrada para a missão de retorno de amostra Chang'e 5 na velocidade de retorno lunar. |                          |             |                                        |                      |
| Manfred Memorial Moon Mission  | 23 de outubro de 2014 | Longa Marcha 3C          | LuxSpace    | Sobrevoo                               | Bem-sucedido         |
| Manfred Memorial Moon Mission  | Attached to third stage of CZ-3C used to launch Chang'e 5-T1. |                          |             |                                        |                      |
| TESS                           | 18 de abril de 2018 | Falcon 9 Full Thrust     | NASA        | Assitência de gravidade                | Bem-sucedido         |
| TESS                           | Sobrevoo em 17 de maio de 2018 para a alta órbita terrestre designada. |                          |             |                                        |                      |
| Queqiao                        | 21 de maio de 2018 | Longa Marcha 4C          | AENC        | Assistência de gravidade               | Operacional          |
| Queqiao                        | Entrou na órbita designada Terra-Lua L-2 em 14 de junho na preparação do módulo lunar do lado distante Chang'e 4 em dezembro de 2018. |                          |             |                                        |                      |
| Longjiang                      | 21 de maio de 2018 | Longa Marcha 4C          | AENC        | Orbitador                              | Falha parcial        |
| Longjiang                      | Lançado no mesmo foguete que Queqiao. Longjiang-1 nunca entrou na órbita lunar , enquanto Longjiang-2 operou em órbita lunar até 31 de julho de 2019, quando impactou a superfície lunar. |                          |             |                                        |                      |
| Chang'e 4                      | 7 de dezembro de 2018 | Longa Marcha 3B          | AENC        | Lander/rover                           | Operacional          |
| Chang'e 4                      | Primeira espaçonave a pousar no lado oculto da Lua (Bacia do Polo Sul-Aitken). Aterrisou em 3 de janeiro de 2019 e implantou o rover Yutu-2. |                          |             |                                        |                      |
| Beresheet                      | 22 de fevereiro de 2019 | Falcon 9                 | SpaceIL     | Aterrisador                            | Falha no aterrisador |
| Beresheet                      | Primeira missão israelense de aterrissagem lunar e de financiamento privado. Demonstração de tecnologia. A instrumentação incluiu um magnetômetro e um retrorrefletor a laser. A nave espacial colidiu com a superfície lunar após falha do motor principal durante a descida da fase da órbita lunar. |                          |             |                                        |                      |
| Chandrayaan-2                  | 22 de julho de 2019 | GSLV Mk III              | ISRO        | Orbitador                              | Operacional          |
| Chandrayaan-2                  | Entrou em órbita em 20 de agosto de 2019. O módulo de pouso separou-se do orbitador, mas caiu durante uma tentativa de pouso em 6 de setembro de 2019, que foi atribuída a uma falha de software. O orbitador permaneceu operacional. |                          |             |                                        |                      |
| Chandrayaan-2                  | 22 de julho de 2019 | GSLV Mk III              | ISRO        | Aterrisador/rover                      | Falha no aterrisador |
| Chandrayaan-2                  | Lançado no mesmo foguete que o Chandrayaan-2; tentativa de pouso de Vikram em 6 de setembro de 2019, com queda forçada devido a uma falha de software. Both lander and rover were lost. |                          |             |                                        |                      |
| Chang'e 5                      | 23 de novembro de 2020 | Longa Marcha 5           | AENC        | Lander/sample return/flyby             | 4Successful          |
| Chang'e 5                      | Primeira missão lunar de retorno de amostra da China, que retornou 1.731 g de amostras lunares em 16 de dezembro de 2020. O módulo de serviço fará um sobrevoo lunar em missão estendida. |                          |             |                                        |                      |

## Missões futuras
Existem várias futuras missões lunares programadas ou propostas por várias nações ou organizações.

### Financiada e em desenvolvimento

#### Robóticas
| País                   | Agência ou empresa | Nome                                          | Data de lançamento                  | Veículo de lançamento | Natureza da missão |
| ---------------------- | --- | --------------------------------------------- | ----------------------------------- | --------------------- | --- |
| Estados Unidos         | NASA, ESA e CubeSat | Artemis 1                                     | Fevereiro 2022                      | SLS Block 1           | Primário: teste desacoplar da espaçonave Orion em sobrevoo lunar; secundário: 10 CubeSats. |
| Estados Unidos         | NASA | CAPSTONE                                      | 19 de março de 2022                 | Electron              | Orbitador, demonstração de tecnologia. |
| Estados Unidos         | Intuitive Machines | IM-1                                          | Q1 2022                             | Falcon 9              | Primeiro aterrisador lunar Nova-C. Entrega de cargas úteis para CLPS da NASA e para clientes particulares. |
| Rússia                 | Roscosmos | Luna 25                                       | Julho de 2022                       | Soyuz-2.1b / Fregat   | Aterrisador vai explorar recursos naturais, parte do programa Luna-Glob. |
| Coreia do Sul          | KARI | Korea Pathfinder Lunar Orbiter (KPLO)         | 1 de agosto de 2022                 | Falcon 9              | Orbitador, demonstração de tecnologia. |
| Índia                  | ISRO | Chandrayaan-3                                 | Q3 2022                             | GSLV Mk III           | Segunda tentativa da Índia de pousar na Lua. |
| Japão                  | ispace | Hakuto-R Mission 1                            | Outubro de 2022                     | Falcon 9              | Demonstração de tecnologia de aterrisador lunar. |
| Emirados Árabes Unidos | UAESA, MBRSC | Emirates Lunar Mission                        | Outubro 2022                        | Falcon 9              | Demosntração de rover lunar. O rover lunar Rashid será lançado a bordo do módulo de pouso Hakuto-R da ispace. |
| Estados Unidos         | Intuitive Machines | IM-2                                          | Q4 2022                             | Falcon 9              | Segunda Nova-C. Payloads delivery for NASA's CLPS. |
| Japão                  | JAXA | SLIM                                          | 2022                                | H-IIA 202             | Pinpoint landing, roving |
| Estados Unidos         | Astrobotic Technology | Mission One                                   | 2022                                | Vulcan Centaur        | Demonstradores privados de tecnologia: Aterrisador Peregrine e outros rovers: Andy, Unity;entrega de cargas úteis para o programa CLPS da NASA; carregando a bordo os sete veículos espaciais: Andy e Iris da Carnegie Mellon University; a Spacebit Mission One da Spacebit; a Unidade da Team AngelicvM; a Yaoki da Dymon; a Colmena da UNAM; a Equipe Puli da Puli Space Technologies. |
| Reino Unido            | Spacebit | Spacebit Mission One                          | 2022                                | Vulcan Centaur        | Será lançado a bordo do módulo de pouso Peregrine como um veículo compartilhado e irá explorar cavernas lunares usando rovers lunares semelhantes a aranhas |
| México                 | UNAM | Colmena                                       | 2022                                | Vulcan Centaur        | Um microrover será lançado pelo aterrisador Peregrine como uma carga útil compartilhada. |
| Estados Unidos         | Xplore | TBD                                           | 2022                                | Xcraft                | Orbitador |
| Alemanha               | PTScientists | ALINA                                         | 2022                                | Ariane 6              | Demonstração de tecnologia privada de aterrisador e rover |
| Estados Unidos         | Firefly Aerospace | Blue Ghost                                    | Meados de 2023 Alunou em Março 2025 | Falcon 9              | Aterrisador lunar, carregando experimentos patrocinados pela NASA e cargas comerciais para Mare Crisium. |
| Estados Unidos         | Masten Space Systems | XL-1                                          | Novembro 2023                       | Falcon 9              | Aterrisador lunar, demonstrador de tecnologia, transportando experimentos patrocinados pela NASA e cargas comerciais úteis para o pólo sul lunar. |
| Estados Unidos         | Astrobotic Technology | Griffin Mission 1                             | Novembro de 2023                    | Falcon Heavy          | Hospedará o rover VIPER |
| Estados Unidos         | NASA | VIPER rover                                   | November 2023                       | Falcon Heavy          | Irá prospectar recursos lunares na região do polo sul, especialmente para gelo de água. |
| Japão                  | ispace | Hakuto-R Mission 2                            | Late 2023                           | Falcon 9              | Demonstração da tecnologia do rover |
| Austrália              | Fleet space, OZ Minerals, University of Adelaide, UNSW, Unearthed, Tyvak and Fugro                                                                                 | Australia Lunar Exploration Mission           | 2023                                | TBD                   | nanosatellites for the Artemis program |
| Turquia                | Agência Espacial Turca | TBD                                           | 2023                                | TBD                   | Impactador |
| Países Baixos          | Lunar Zebro, Universidade Técnica de Delft | Laika                                         | Late 2023                           | TBD                   | Medições de radiação do polo sul para investigar a viabilidade de assentamento humano |
| Japão                  | JAXA | DESTINY+                                      | 2023 ou 2024                        | Epsilon               | Sobrevoo lunar em direção ao asteroide 3200 Phaethon |
| Estados Unidos         | Intuitive Machines | IM-3                                          | Q1 2024                             | Falcon 9              | Terceira Nova-C. |
| JPN                    | ispace | Missão 3 da ispace                            | Meados de 2024                      | TBD                   | Aterrisador lunar |
| China                  | CNSA | Chang'e 6                                     | 2024                                | Longa Marcha 5        | Retorno de amostra do polo sul lunar |
| China                  | CNSA | Chang'e 7                                     | 2024                                | Longa Marcha 5        | Aterrisador, rover e sonda voadora no polo sul |
| Rússia                 | Roscosmos | Luna 26                                       | 2024                                | Soyuz-2               | Orbitador, parte do programa Luna-Glob. |
| Canadá                 | Canadensys Aerospace Cooperation e NGC Aerospace | Câmera leve e sistema de navegação planetário | 2024                                | TBD                   | Duas espaçonaves separadas para o programa LEAP da Agência Espacial Canadense |
| Estados Unidos         | NASA/ESA/Northrop Grumman | PPE and HALO                                  | November 2024                       | Falcon Heavy          | Elementos-chave da Lunar Orbital Platform – Gateway |
| Estados Unidos         | Momentus Space | Ardoride                                      | 2024                                | ASA                   | Orbitador, missão carregando carga útil de 50 kg para Canadensys, dois CubeSats para Qosmosys e outras cargas úteis |
| Estados Unidos         | Blue Origin | Blue Moon                                     | 2024                                | ASA                   | Aterrisador |
| Europa                 | ESA, SSTL | Lunar Pathfinder                              | 2024                                | ASA                   | Orbitador comercial de telecomunicações, com suporte da ESA. |
| Estados Unidos         | NASA | Lunar Trailblazer                             | 2025                                | Falcon 9              | Orbiter |
| Rússia                 | Roscosmos | Luna 27                                       | 2025                                | Soyuz                 | Aterrisador, parte do programa Luna-Glob. |
| Reino Unido            | TCT Aerospace | MoonPIE                                       | 2025                                | TBD                   | Missão de retorno de amostra |
| Tailândia              | Instituto Nacional de Pesquisa Astronômica da Tailândia, Agência de Desenvolvimento de Geoinformática e Tecnologia Espacial e Synchrotron Light Research Institute | Thai Space Consortium 2                       | 2027                                | TBD                   | Uma espaçonave movida a íons |
| Turquia                | Agência Espacial Turca | TBD                                           | 2028                                | TBD                   | Aterrisador lunar |

#### Tripuladas
| País           | Agência ou companhia | Nome             | Data de lançamento | Veículo de lançamento | Natureza da missão                                                                                  |
| -------------- | -------------------- | ---------------- | ------------------ | --------------------- | --------------------------------------------------------------------------------------------------- |
| Estados Unidos | SpaceX               | Projeto dearMoon | 2023               | Starship              | Turismo espacial e projeto de arte; trajetória de retorno livre e reentrada na Terra da espaçonave. |
| EUA/ CAN       | NASA                 | Artemis 2        | Maio de 2024       | SLS Block 1           | Teste da tripulação da espaçonave Orion em uma trajetória de retorno livre ao redor da Lua.         |
| Estados Unidos | NASA                 | Artemis 3        | NET Q2 2025        | SLS Block 1           | Levar a "primeira mulher e o próximo homem" à Lua.                                                  |
| Rússia         | Roscosmos            | Orel             | 2029               | Yenisei               | Sobrevoo lunar tripulado                                                                            |

### Missões propostas com financiamento incerto

#### Robóticas
| País                    | Nome                                            | Proposta de lançamento                                                  | Natureza da missão | Agência ou companhia |
| ----------------------- | ----------------------------------------------- | ----------------------------------------------------------------------- | --- | -------------------- |
| Estados Unidos          | Resource Prospector                             | 2022                                                                    | Região polar da Lua | NASA                 |
| Brasil                  | Garatéa-L                                       | 2023                                                                    | Orbitador | Airvantis            |
| Israel                  | Beresheet 2                                     | 2024                                                                    | Um orbitador e dois módulos de aterrissagem | SpaceIL              |
| Coreia do Sul           | Phase 2 of the Korean lunar exploration program | 2030                                                                    | um aterrisador e um rover | KARI                 |
| África do Sul           | #AfricaToMoon                                   | 2030                                                                    | Orbitador ou rover e um aterrisador | SANSA                |
| Índia · Japão           | Lunar Polar Exploration Mission                 | 2024                                                                    | Aterrisador e rover, parte do programa Chandrayaan; uma proposta em estudo.                                                                           | ISRO                 |
| USA                     | ISOCHRON                                        | 2025                                                                    | Missão de retorno de amostra | NASA                 |
| USA                     | moon diver                                      | 2025                                                                    | Aterrisador e rover | NASA                 |
| China                   | Chang'e 8                                       | 2026                                                                    | South pole lander | CNSA                 |
| Estados Unidos          | MoonRise                                        | Pode competir na seleção do programa New Frontiers NF5 no final de 2020 | Retorno de amostra da Bacia do Polo Sul-Aitken | NASA                 |
| Europa · Japan · Canada | HERACLES                                        | 2027                                                                    | Sistema de pouso robótico com rover; amostra-retorno.                                                                                                 | ESA, JAXA e CSA      |
| Rússia                  | Luna 28 e Luna 29                               | 2027–2028                                                               | Desenvolvimento de tecnologia para prospecção de água e outros recursos naturais necessários para uma futura base lunar; parte do programa Luna-Glob. | Roscosmos            |
| Estados Unidos          | BOLAS                                           | TBD                                                                     | 2 CubeSats amarrados em uma órbita lunar muito baixa.                                                                                                 | NASA                 |

#### Tripuladas
| País           | Agência ou companhia | Nome      | Data de lançamento proposta | Natureza da missão           |
| -------------- | -------------------- | --------- | --------------------------- | ---------------------------- |
| China          | AENC                 | PCEL      | década de 2030              | Aterrissagem lunar tripulada |
| Japão          | JAXA                 |           | década de 2030              | Aterrissagem lunar tripulada |
| Estados Unidos | NASA                 | Artemis   | por volta de 2025           | Aterrissagem lunar tripulada |
| Rússia         | Roscosmos            | Luna-Glob | década de 2030              | Aterrissagem lunar tripulada |